# 488 Kreusa
488 Kreusa è un asteroide della fascia principale del diametro medio di circa 150,13 km. Scoperto nel 1902, presenta un'orbita caratterizzata da un semiasse maggiore pari a 3,1575424 UA e da un'eccentricità di 0,1691256, inclinata di 11,50084° rispetto all'eclittica.
L'asteroide è dedicato a Creusa, nome utilizzato per indicare diverse figure della mitologia greca.